# Ursula Jetter
Ursula Elisabeta Jetter (* 21. Februar 1940 in Bruchsal als Ursula Dilger; † 15. Juli 2024) war eine deutsche Schriftstellerin und Lyrikerin sowie Musiktherapeutin.

## Leben
Jetter studierte Musik, Literatur, Pädagogik und Psychologie. Sie arbeitete als Journalistin und Kunstkritikerin, als Lehrerin für Musik und Deutsch sowie als Therapeutin in der Psychiatrie mit Schwerpunkt Gesprächs- und Psychodramatherapie. Als Pionierin der Musiktherapie in Deutschland nahm sie zudem mehrere Dozenturen an verschiedenen Hochschulen wahr.
Sie gab zahlreiche Konzerte für Klavier- und Kammermusik. Darüber hinaus wirkte sie als Schriftstellerin und seit 1989 als Herausgeberin der Literaturzeitschrift „exempla“, der ältesten Literaturzeitschrift Baden-Württembergs.
Jetter war Mitglied im Verband deutscher Schriftsteller (VS), im Internationalen P.E.N., in der Gesellschaft für zeitgenössische Lyrik, der Künstlergilde Esslingen, der GEDOK Stuttgart und der „Schreibenden Frauen Baden-Württemberg“. Sie schrieb Lyrik, Prosa und Essays.

## Preise und Auszeichnungen
- 1959/1960: Scheffelpreis
- 1999: Förderung des Förderkreises Baden-Württemberg
- 2001: Preis des Internationalen P.E.N.
- 2018: Bundesverdienstkreuz am Bande[2]

## Werke
- und suchen ein verstummtes Wort. Lyrik und Prosa. 1990.
- Klangräume der Stille. Tübingen 1990, ISBN 978-3-00001105-4.
- Musiktherapeutisches Märchenspiel. Mit Tonkassette. 1991.
- Klangräume der Stille. Literarischer Essay. 1996.
- Die Prozession aus Afrika. Geschichten. 1997.
- Erkundungen und befunde. Gedichte 1992-1997. Grafiken von Jürgen Brodwolf. 1998, ISBN 978-3-00003135-9.
- Sex und Liebe – unversöhnt? 2003.
- grenzgänge, niemandsland. Lyrik und Prosa. 2003/2004.
- Alles was meinen Namen trägt. Vom Schreiben, Fragen, Lieben und Älter werden. 2009, ISBN 978-3-88190-566-4.
- Die Frau mit den Koffern. 2012.